# 必兰纳失里
必兰纳失里（13世纪—1332年）又作必兰纳识里、必剌忒纳失里、毗奈耶室利，元朝北庭感木鲁国哈密力（今新疆哈密市）人。
初名只剌瓦弥的理，幼学畏兀儿文及梵文，长大后博识多才，能贯通三藏经文和汉文、藏文等诸国语。大德六年（1302年），奉旨从帝师授戒于广寒殿，代元成宗出家，赐名必兰纳失里。皇庆年间，元仁宗命他翻译诸梵文经典。延祐年间，特赐银印，授光禄大夫。仁宗令必兰纳失里翻译诸番朝贡表笺文字，曾有藩国以金刻字上表，必兰纳失里随取案上墨汁涂金叶，命左右执笔，口授表中文字及使者名字与贡物之数，书成进上。第二天，有司查看阅贡物，与所带来的重译之书几乎没有差别。众人无不服其博识。授开府仪同三司，赐三台银印，兼领功德使司事。至治三年（1323年），元英宗改赐他金印，特授沙津爱护持（总统佛教），命他为诸国引进使。至顺二年（1331年），元文宗又赐他玉印，加号普觉圆明广照弘辩三藏国师。至顺三年（1332年），与安西王子月鲁帖木儿等同谋不轨，被诛杀。抄没人畜、田产、金银、书画器物，价值巨万。其所译经，将汉文《楞严经》和梵文《大乘庄严宝度经》、《乾陀般若经》、《大涅槃经》、《称赞大乘功德经》，以及藏文《不思议禅观经》翻译成蒙古文。他还将僧俗法规编纂成书，收录在明末库图克图重编的《十善白史》中。